# ノヴィツァ・ビエリツァ
ノヴィツァ・ビェリツァ（セルビア語: Новица Бјелица、1983年2月9日 - ）は、セルビアの男子バレーボール選手。クロアチア・プーラ出身。ポジションはミドルブロッカー。セルビア代表。

## 来歴
レッドスター・ベオグラードを経て、ブドゥチノスト・ポドゴリツァ在籍中にジュニア代表に選出され、2003年ジュニア世界選手権に出場。同年セルビア・モンテネグロ代表としてチーム最年少の20歳で2003年ワールドカップに出場し、銅メダル獲得を経験したが、2004年アテネオリンピックの代表選考からは外れた。
2004年からイタリア・セリエAでプレーし、ラティーナに3シーズン在籍。2005年欧州選手権で3位入賞を経験し、セルビア・モンテネグロ最後の国際大会となった2006年世界選手権に出場した。
2007年7月、ピアチェンツァへ3年契約で移籍し、2008年欧州チャンピオンズリーグで準優勝。同年セルビア代表のミドルブロッカーとして2008年ワールドリーグで準優勝し、北京オリンピックに出場した。2009年にはピアチェンツァのリーグ初優勝、スーペルコッパ・イタリアーナ初優勝に貢献した。
2010年、トレヴィーゾへ移籍した。

## 球歴
- オリンピック - 2008年（5位）
- 世界選手権 - 2006年（4位）
- ワールドカップ - 2003年（銅メダル）
- ワールドリーグ - 2008年、2009年（準優勝）
- 欧州選手権 - 2005年（3位）

## 所属クラブ
- OKレッドスター・ベオグラード （2000-2001年）
- OKブドゥチノスト・ポドゴリツァ （2002-2004年）
- トップ・ラティーナ （2004-2007年）
- パッラヴォーロ・ピアチェンツァ （2007-2010年）
- シスレー・トレヴィーゾ （2010-2011年）
- Mローマ・バレー（2011-2012年）
- フェネルバフチェSK （2012-2013年）
- Minas Tênis Clube （2013-2014年）
- OK Budvanska Rivijera Budva（2014-2015年）
- スタッド・ポワトヴァン・バレー＝ビーチ（2015-2018年）
- アフマダーバード・ディフェンダーズ（2018-2019年）
- PAOK（2019-2020年）
- パルチザン・ベオグラード（2021-2024年）